# طقسوس
الطُّقْسُوس أو التكسوس (الاسم العلمي: Taxus) (بالإنجليزية: yew)‏ هو جنس من النباتات يتبع الفصيلة الطقسوسية من رتبة السرويات.

## أنواع الطقسوس
- طقسوس توتي (الاسم العلمي: Taxus baccata)
- طقسوس قصير الأوراق (الاسم العلمي: Taxus brevifolia)
- طقسوس كندي (الاسم العلمي: Taxus canadensis)
- طقسوس شرافي (الاسم العلمي: Taxus cuspidata)
- طقسوس فلوريدا (الاسم العلمي: Taxus floridana)
- طقسوس باكستاني (الاسم العلمي: Taxus fuana)
- طقسوس كروي (الاسم العلمي: Taxus globosa)
- طقسوس سومطري (الاسم العلمي: Taxus sumatrana)
- طقسوس واليشياني (الاسم العلمي: Taxus wallichiana)
- طقسوس هونويلياني (الاسم العلمي: Taxus × hunnewelliana)
- طقسوس متوسط (الاسم العلمي: Taxus × media)
- طقسوس صيني (الاسم العلمي: Taxus sinensis)